# Cousinia butkovii
Cousinia butkovii là một loài thực vật có hoa trong họ Cúc. Loài này được Tschern. & Vved. mô tả khoa học đầu tiên năm 1961.